# Tenevo
Tenevo (Bulgaars: Тенево) is een dorp in de Bulgaarse gemeente Toendzja, oblast Jambol. Het dorp ligt 15 km ten zuiden van Jambol en 265 km ten zuidoosten van Sofia. Met een oppervlakte van 61,419 km² is zij het grootste dorp in de gemeente Toendzja. Vanaf de jaren vijftig tot 31 december 2007 was Tenevo ook het grootste dorp qua inwonersaantal in de gemeente Toendzja, maar is sinds dat moment overtroffen door het dorp Koekorevo.

## Bevolking
De eerste officiële volkstelling van 1934 registreerde 2.769 inwoners. Dit aantal groeide tot een hoogtepunt van 3.418 inwoners in 1946. Sinds dat moment kampt het dorp met een bevolkingskrimp. Op 31 december 2019 telde het dorp 1.324 inwoners.
| Jaar           | 1934  | 1946  | 1956  | 1965  | 1975  | 1985  | 1992  | 2001  | 2011  | 2019  |
| -------------- | ----- | ----- | ----- | ----- | ----- | ----- | ----- | ----- | ----- | ----- |
| Inwonersaantal | 2.789 | 3.418 | 3.339 | 3.003 | 2.879 | 2.462 | 2.354 | 2.001 | 1.509 | 1.324 |

Van de 1.509 inwoners reageerden er 1.489 op de optionele volkstelling van 2011. Zo’n 1.403 personen identificeerden zichzelf als etnische Bulgaren (94%), gevolgd door 61 Bulgaarse Turken (4%) en 3 etnische Roma (0%).
Het dorp heeft een ongunstige leeftijdsopbouw. Van de 820 inwoners die in februari 2011 werden geregistreerd, waren er 132 jonger dan 15 jaar oud (9%), 901 inwoners waren tussen de 15-64 jaar oud (60%), terwijl er 476 inwoners van 65 jaar of ouder werden geteld (32%).